# 山地柱白鮭
山地柱白鮭為輻鰭魚綱鮭形目鮭科的一種，為溫帶淡水魚，分布於北美洲阿拉斯加、加拿大西北部至美國西北部淡水流域，本魚體細長，呈圓柱形，嘴小，吻略尖，背部深褐色或橄欖綠，腹部銀白色，體長可達70公分，棲息在溪流、湖泊底中層水域，以軟體動物、魚類等為食，生活習性不明。